# 天主教庫齊圖賴教區
天主教庫齊圖賴教區（拉丁語：Dioecesis Kuzhithuraiensis）是羅馬天主教的一個教區，位於印度泰米爾納德邦南部，受馬杜賴總教區管轄。
教區於2014年12月22日成立，成立之時有26萬4222名教友（佔轄區總人口百分之30.9）、100個堂區和131位司鐸，面積為915平方公里。
教區主教現時出缺，榮休主教為葉理諾·達斯·瓦魯維爾。